# 워크스페이스 (기업)
워크스페이스(Workspace)는 사운드 디자인 전문 스튜디오로, 1998년 1월 1일 설립되었다. 1998년 넥슨의 '바람의 나라'를 시작으로 '미르의 전설', '카발' 등 100여편의 온라임게임 음악 및 사운드를 제작해 왔다. 또한, AUI 제작 분야에서도 오랜 노하우를 쌓았으며, 소닉브랜딩과 관련한 여러 프로젝트를 수행하였다.